# Transformationsgesetz
Ein Transformationsgesetz ist ein Gesetz, mit dem ein Gesetzgeber anderweitige, nicht unmittelbar geltende Regelungen zu von ihm selbst gesetztem Recht umwandelt.

## Allgemeines
Während in der Regel ein Gesetz auf einem autonomen Gesetzgebungsverfahren der Legislative beruht, baut ein Transformationsgesetz auf einer bereits bestehenden Rechtsquelle auf. Diese Rechtsquelle entfaltet zunächst aber keine Gesetzeskraft, weil sie beispielsweise internationalen Ursprungs ist und deshalb einer nationalen Umsetzung bedarf. Erst durch ein Transformationsgesetz wird der Inhalt des internationalen Rechts auch zum Inhalt des nationalen Rechts. Häufige Fälle sind die Umsetzung von EU-Recht (EU-Richtlinien) oder von Staatsverträgen. 

## Umsetzung
Ein Transformationsgesetz ist nicht erforderlich bei den allgemeinen Regeln des Völkerrechts, da sie nach Art. 25 Satz 1 GG automatisch Bestandteil des Bundesrechts sind. „Diese Bestimmung bewirkt, dass diese Regeln ohne ein Transformationsgesetz, also unmittelbar, Eingang in die deutsche Rechtsordnung finden“. Daraus ist zu folgern, dass ein Transformationsgesetz für alle anderen Fälle erst den Eingang in die deutsche Rechtsordnung vermitteln muss. Erst ein Transformationsgesetz macht darüber hinausgehende Gesetze und Verträge zum Bestandteil deutschen Rechts.
Im Staatsrecht ist ein Transformationsgesetz häufig die Transformation (Umsetzung) eines völkerrechtlichen Vertrags in innerstaatliches Recht (Vertragsgesetz). Eine solche Transformation wird nötig, wenn der jeweilige Staat der so genannten Transformationslehre zur Umsetzung von Völkerrecht in staatliches Recht folgt. Diese ist verknüpft mit der dualistischen Sichtweise zum Verhältnis von Völkerrecht und staatlichem Recht. Danach bilden dieses und das Völkerrecht nicht etwa eine Einheit (so genannter Monismus), sondern sind zwei verschiedene Rechtsordnungen, deren Verhältnis durch das innerstaatliche Recht beantwortet und geklärt werden muss. Wählt hiernach ein Staat das Modell, dass Völkerrecht nur insoweit und solange gilt, wie innerstaatliches Recht einen Anwendungsbefehl hierzu erteilt (Vollzugslehre), oder Völkerrecht eben in staatliches Recht überführt wird (Transformationslehre), braucht es für diesen Überführungsakt ein innerstaatliches Transformationsgesetz.

## Bundes- und Länderkompetenz
Betreffen umzusetzende Verträge oder Gesetze ausschließlich die Kompetenz der Bundesländer und der Bund schließt für diese einen internationalen Vertrag, fragt sich, wer das Transformationsgesetz erlassen darf. Der Bund darf diese Verträge zwar schließen (Art. 32 Abs. 1 GG), muss jedoch nach dem Lindauer Abkommen die vorherige Zustimmung der betroffenen Bundesländer einholen (vgl. auch Art. 32 Abs. 2 GG), die dann im Gegenzug die erforderlichen regionalen Transformationsgesetze erlassen. Alternativ ermöglicht Art. 32 Abs. 3 auch den Vertragsschluss durch die Bundesländer mit auswärtigen Staaten, sofern die Bundesregierung zustimmt.